# Yorke

Erb rodu Yorke

Yorke je jméno anglické šlechtické rodiny, která v 18. století získala titul hrabat z Hardwicke a členové rodu v několika generacích zastávali řadu významných funkcí ve státní správě. Philip Yorke (1690–1764) vynikl jako právník a v roce 1754 byl povýšen na hraběte z Hardwicke. Jeho čtyři synové dosáhli významného postavení v politice, diplomacii, armádě a církvi, v další generaci se Yorkové prosadili také v námořnictvu, ještě v 19. století se členové rodu uplatnili ve vládních funkcích, k poklesu významu rodu došlo po finančním úpadku a prodeji hlavního rodového sídla v roce 1894. Současným představitelem rodu je Joseph Yorke, 10. hrabě z Hardwicke (*1971), který reformou Sněmovny lordů v roce 1999 ztratil dědičné členství v Horní sněmovně.
V 18. a 19. století byl hlavním rodovým sídlem zámek Wimpole Hall (Cambridgeshire), který koupil v roce 1741 od zadlužených Harleyů 2. hrabě z Hardwicke za 100 000 liber. Pro stavební úpravy zámku v několika etapách angažovali hrabata z Hardwicke několik významných architektů a také zahradních architektů. Z doplňkových staveb v zámeckém parku je nejvýznamnější umělá zřícenina Wimpole's Folley z konce 18. století. Panství bylo prodáno v roce 1894 na úhradu dluhů 5. hraběte z Hardwicke, nyní je zámek ve správě organizace National Trust.

## Historie

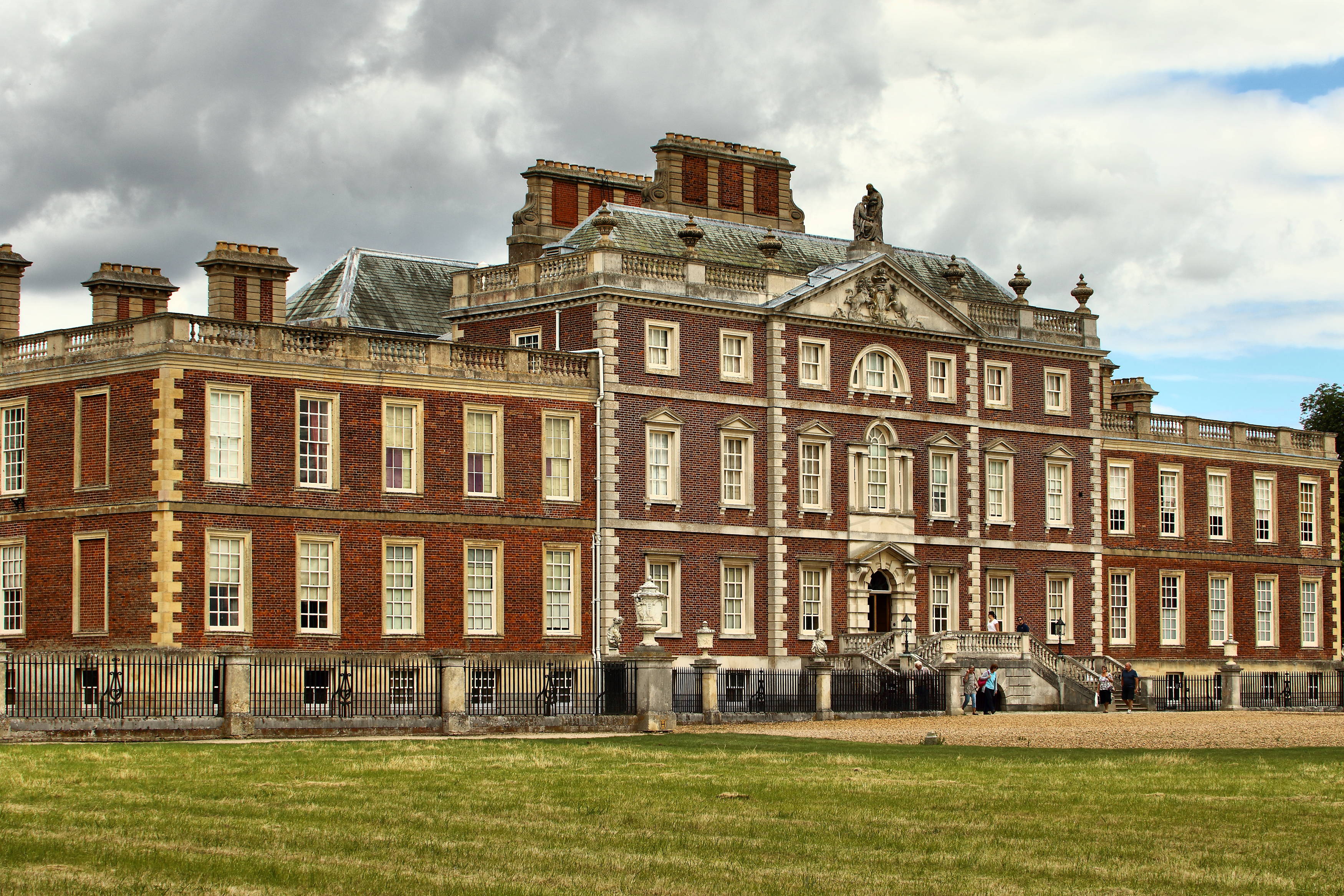
Zámek Wimpole Hall Cambridgeshire, hlavní rodové sídlo

Rodina Yorke pocházela z Doveru, kde se Simon Yorke v 17. století připomíná jako obchodník. Jeho vnuk Philip (1690–1764) vynikl jako právník a díky podpoře rodiny Pelhamů dosáhl vysokých funkcí ve státní správě, nakonec byl lordem kancléřem a v roce 1754 byl povýšen na hraběte z Hardwicke. Již předtím zakoupil za 25 000 liber statky v hrabství Cambridgeshire. Toto hrabství, případně město Cambridge nebo Cambridgeskou univerzitu pak několik členů rodu zastupovalo v Dolní sněmovně. Nejstarší syn 1. hraběte Philip díky majetkově výhodnému sňatku zakoupil v roce 1741 od zadlužených Harleyů panství Wimpole Hall, které se stalo až do konce 19. století hlavním rodovým sídlem. Sňatkem lorda kancléře Charlese Yorke (1722–1770) se do majetku rodu dostalo panství Tyttenhager House (hrabství Hertford), které rodině patřilo do roku 1973. Mladší syn 1. hraběte z Hardwicke, Joseph Yorke (1724–1792), sloužil v armádě a diplomacii, v roce 1783 získal titul barona z Doveru (z tohoto města rodina původně pocházela).
Z potomstva biskupa Jamese Yorke pocházel John Reginald Yorke (1836–1912), dlouholetý člen Dolní sněmovny za Konzervativní stranu, zastával také správní funkce v hrabství Gloucester, kde vlastnil statky. Koncem 19. století podnikl novogotickou přestavbu rodového sídla Forthampton Court (Gloucestershire). V této linii se členové rodu angažovali ve správě hrabství Gloucester, Johnův syn Ralph Yorke (1874–1951) byl účastníkem búrské války a první světové války, dosáhl hodnosti brigádního generála.

## Mladší rodová větev ve Walesu

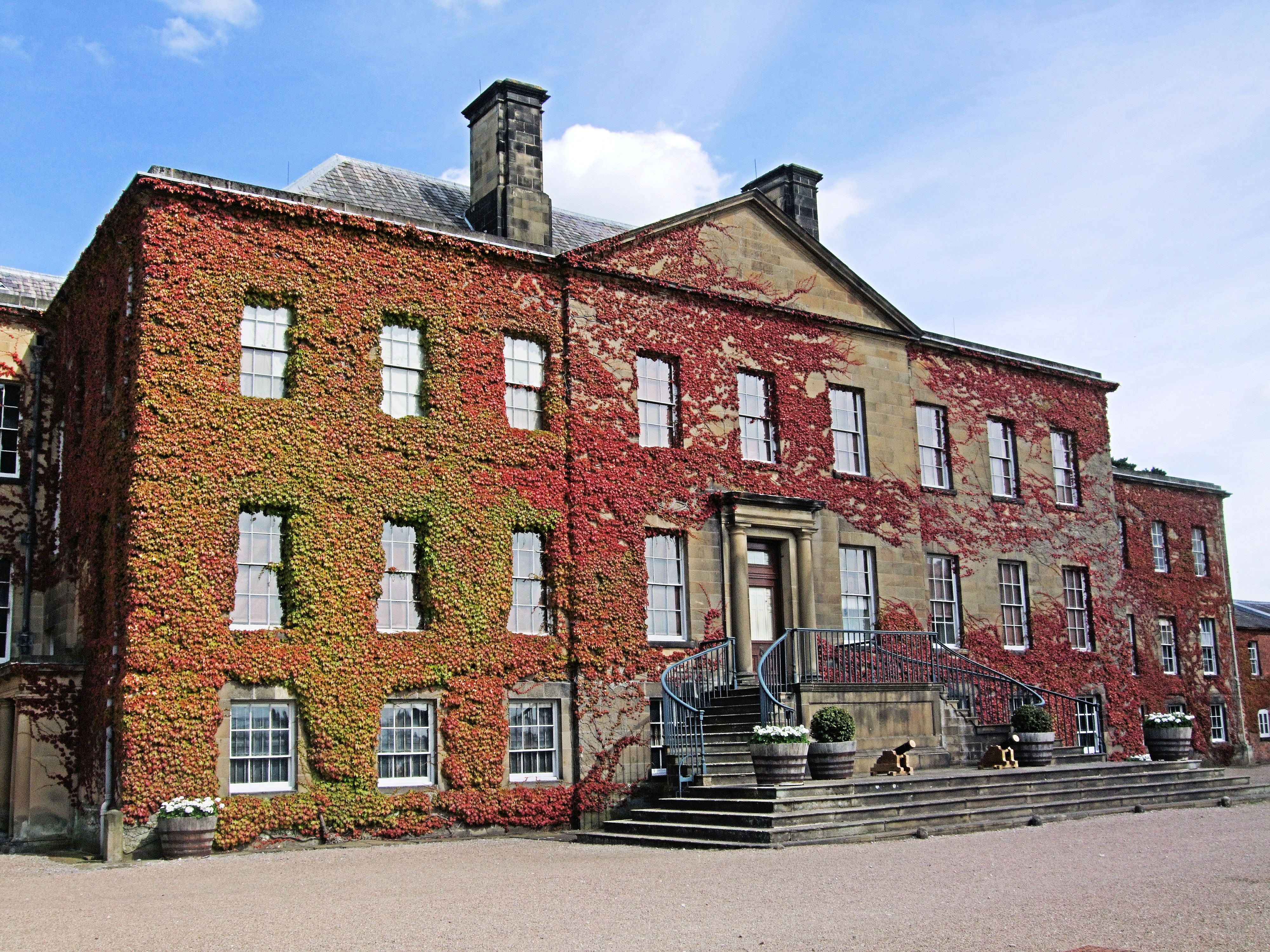
Zámek Erddig ve Walesu

Mladší větev Yorků založil synovec 1. hraběte z Hardwicke, Simon Yorke, který sňatkem získal majetek ve Walesu. Philip Yorke (1743–1804) byl členem Dolní sněmovny, zabýval se mimo jiné rodovou genealogií, zemědělstvím a sběratelstvím. Ve waleském hrabství Denbigh vlastnil zámek Erddig, který nechal koncem 18. století přestavět do současné podoby. Jeho synové Simon (1771–1834) a Pierce (1784–1837) zastávali v hrabství Denbigh úřad šerifa. V další generaci vynikl John Yorke (1814–1890), účastník krymské války, později generál a rytíř Řádu lázně.
Posledním majitelem panství Erddig byl Philip Scott Yorke (1905–1978). Ve druhé polovině 20. století byla statika zámku ohrožena nedalekou těžbou uhlí a Yorke nakonec předal své dědictví v hodnotě tří miliónů liber do státní správy pod záštitou prince Charlese. Zámek Erddig je dnes ve správě organizace National Trust. Zámek má jednoduchou architekturu, ale svým zasazením do přírodně krajinářského parku a dochovanému hospodářskému zázemí (kuchyně, stáje) patří k významným ukázkám venkovského šlechtického sídla z konce 18. století.

## Osobnosti

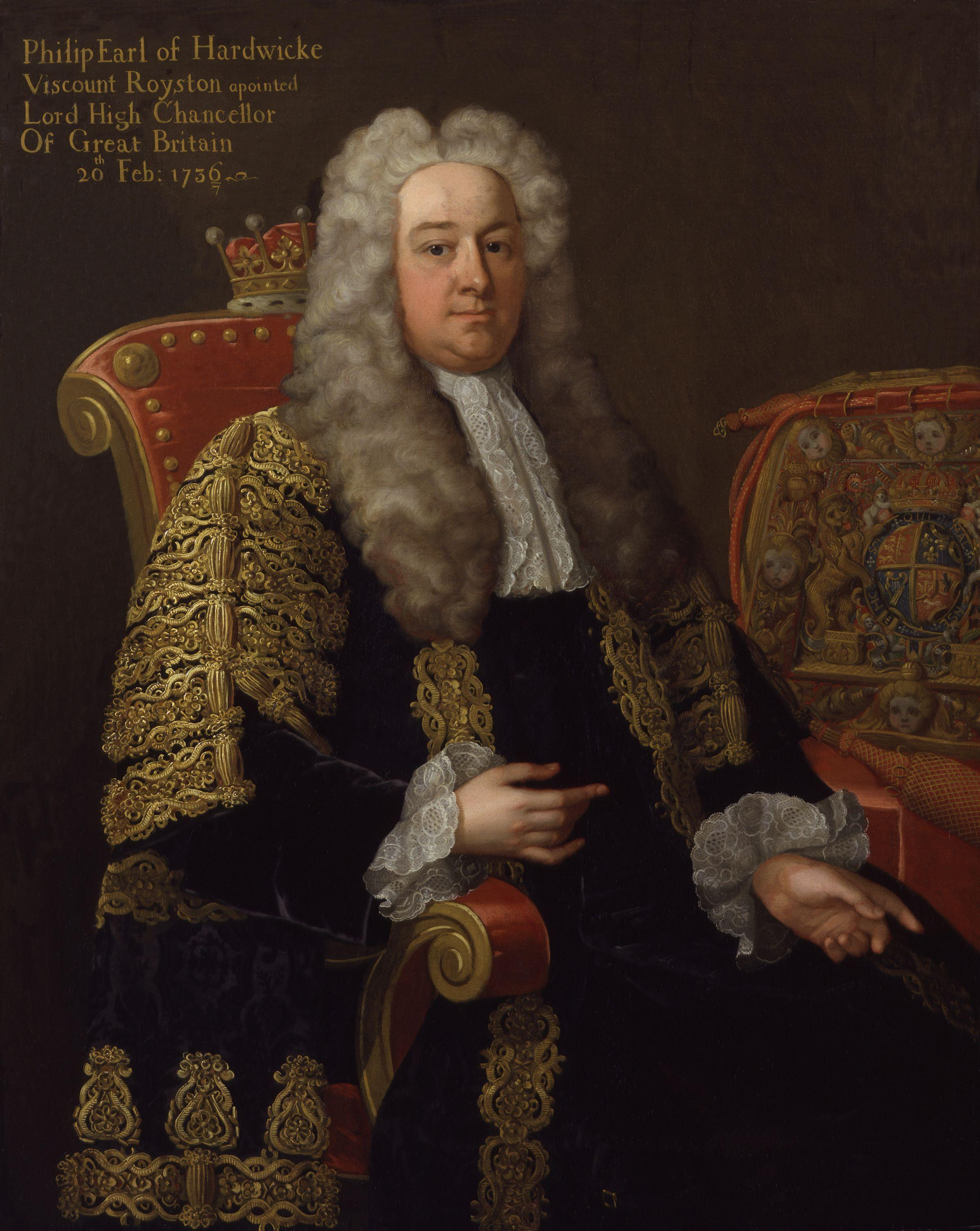
Philip Yorke, 1. hrabě z Hardwicke (1690–1764)

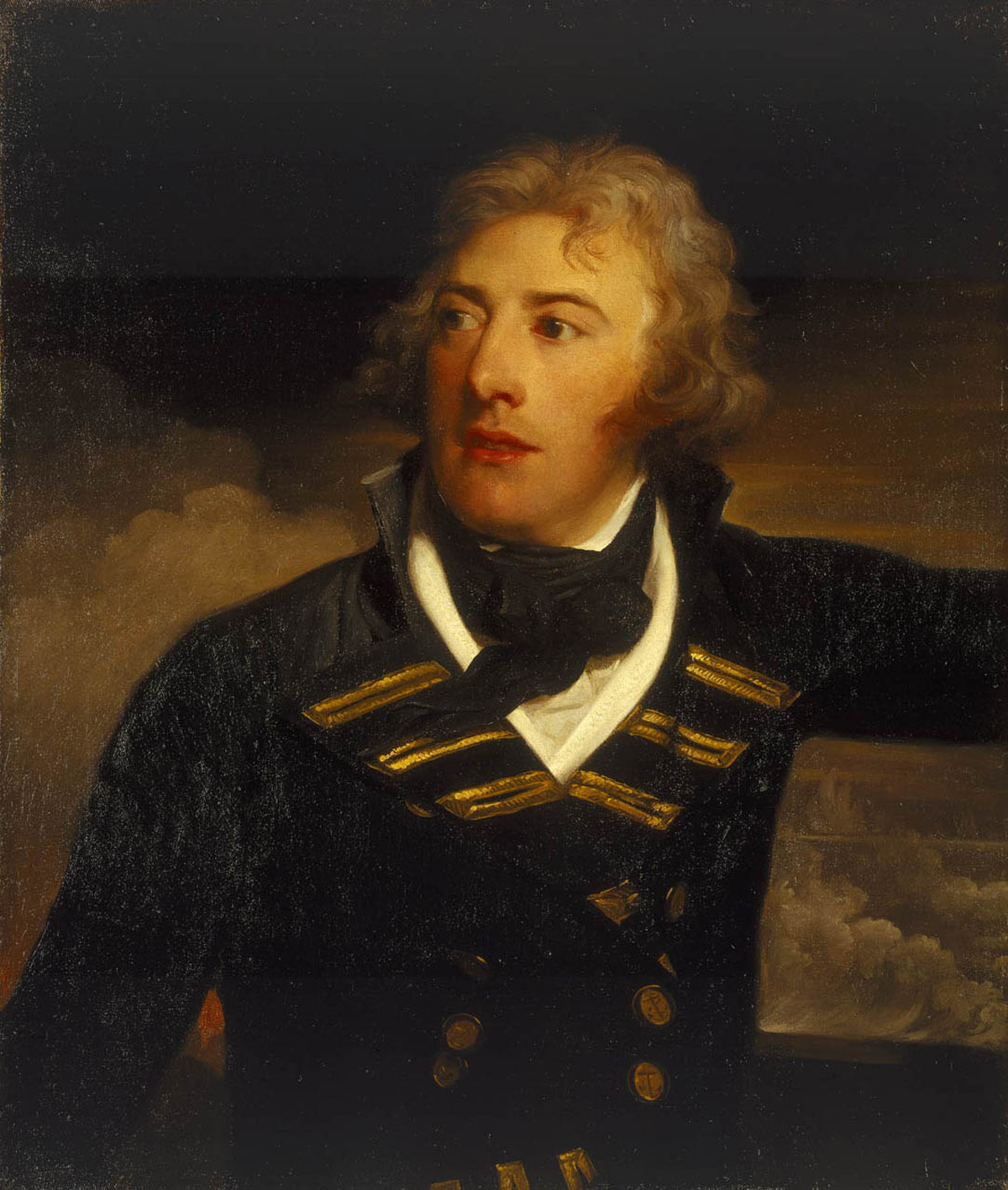
Admirál Joseph Sydney Yorke (1768–1831)

- Philip Yorke, 1. hrabě z Hardwicke (1690–1764), právník, lord kancléř, 1754 povýšen na hraběte z Hardwicke

- William Yorke (1700–1770), právník, nejvyšší sudí v Irsku

- Philip Yorke, 2. hrabě z Hardwicke (1720–1790), politik, mecenáš

- Charles Yorke (1722–1770), právník, lord kancléř

- Joseph Yorke, 1. baron z Doveru (1724–1792), generál, diplomat, 1783 povýšen na barona z Doveru

- John Yorke (1728–1801), člen Dolní sněmovny

- James Yorke (1730–1808), biskup v Ely

- Philip Yorke (1743–1804), člen Dolní sněmovny

- Philip Yorke, 3. hrabě z Hardwicke (1757–1834), místokrál v Irsku

- Charles Philip Yorke (1764–1834), ministr vnitra, ministr námořnictva

- Joseph Sydney Yorke (1768–1831), admirál

- Charles Philip Yorke, 4. hrabě z Hardwicke (1799–1873), admirál, ministr

- Eliot Thomas (1805–1885), člen Dolní sněmovny

- John Yorke (1814–1890), generál

- Charles Philip Yorke, 5. hrabě z Hardwicke (1836–1897), člen Dolní sněmovny, dvořan

- John Reginald Yorke (1836–1912), člen Dolní sněmovny

- Eliot Constantine Yorke (1843–1878), člen Dolní sněmovny

- Albert Yorke, 6. hrabě z Hardwicke (1867–1904), diplomat, dvořan, důstojník, státní podsekretář války